# Водяна завіса (гірництво)
Водяний заслін (англ. water pulverizer curtain; нім. Wasserschleier m) – щільна зона з водяних краплин, що утворюється розпиленням води форсунками або туманоутворювачами на шляху руху запиленого повітря та імовірного поширення полум'я і вибуху метану та пилу. В.з встановлюють у відкатних виробках всіх горизонтів, на шляху руху повітря з одної дільниці на іншу.